# Grand Prix Wielkiej Brytanii 2010
Grand Prix Wielkiej Brytanii 2010 – dziesiąta runda Mistrzostw Świata Formuły 1 w sezonie 2010.

## Lista zgłoszeń
Na niebieskim tle kierowcy biorący udział jedynie w piątkowych treningach
| Nr | Kierowca           | Zespół                       | Samochód          | Silnik               | Opony |
| -- | ------------------ | ---------------------------- | ----------------- | -------------------- | ----- |
| 1  | Jenson Button      | Vodafone McLaren Mercedes    | McLaren MP4-25    | Mercedes-Benz FO108X | B     |
| 2  | Lewis Hamilton     | Vodafone McLaren Mercedes    | McLaren MP4-25    | Mercedes-Benz FO108X | B     |
| 3  | Michael Schumacher | Mercedes GP Petronas F1 Team | Mercedes MGP W01  | Mercedes-Benz FO108X | B     |
| 4  | Nico Rosberg       | Mercedes GP Petronas F1 Team | Mercedes MGP W01  | Mercedes-BenzFO108X  | B     |
| 5  | Sebastian Vettel   | Red Bull Racing              | Red Bull RB6      | Renault RS27-2010    | B     |
| 6  | Mark Webber        | Red Bull Racing              | Red Bull RB6      | Renault RS27-2010    | B     |
| 7  | Felipe Massa       | Scuderia Marlboro Ferrari    | Ferrari F10       | Ferrari 056          | B     |
| 8  | Fernando Alonso    | Scuderia Marlboro Ferrari    | Ferrari F10       | Ferrari 056          | B     |
| 9  | Rubens Barrichello | AT&T WilliamsF1 Team         | Williams FW32     | Cosworth CA2010      | B     |
| 10 | Nico Hülkenberg    | AT&T WilliamsF1 Team         | Williams FW32     | Cosworth CA2010      | B     |
| 11 | Robert Kubica      | Renault F1 Team              | Renault R30       | Renault RS27-2010    | B     |
| 12 | Witalij Pietrow    | Renault F1 Team              | Renault R30       | Renault RS27-2010    | B     |
| 14 | Adrian Sutil       | Force India Formula One Team | Force India VJM03 | Mercedes-Benz FO108X | B     |
| 15 | Vitantonio Liuzzi  | Force India Formula One Team | Force India VJM03 | Mercedes-Benz FO108X | B     |
| 15 | Paul di Resta      | Force India Formula One Team | Force India VJM03 | Mercedes-Benz FO108X | B     |
| 16 | Sébastien Buemi    | Scuderia Toro Rosso          | Toro Rosso STR5   | Ferrari 056          | B     |
| 17 | Jaime Alguersuari  | Scuderia Toro Rosso          | Toro Rosso STR5   | Ferrari 056          | B     |
| 18 | Jarno Trulli       | Lotus F1 Racing              | Lotus T127        | Cosworth CA2010      | B     |
| 18 | Fairuz Fauzy       | Lotus F1 Racing              | Lotus T127        | Cosworth CA2010      | B     |
| 19 | Heikki Kovalainen  | Lotus F1 Racing              | Lotus T127        | Cosworth CA2010      | B     |
| 20 | Karun Chandhok     | HRT F1 Team                  | Hispania F110     | Cosworth CA2010      | B     |
| 21 | Sakon Yamamoto     | HRT F1 Team                  | Hispania F110     | Cosworth CA2010      | B     |
| 22 | Pedro de la Rosa   | BMW Sauber F1 Team           | BMW Sauber C29    | Ferrari 056          | B     |
| 23 | Kamui Kobayashi    | BMW Sauber F1 Team           | BMW Sauber C29    | Ferrari 056          | B     |
| 24 | Timo Glock         | Virgin Racing                | Virgin VR-01      | Cosworth CA2010      | B     |
| 25 | Lucas Di Grassi    | Virgin Racing                | Virgin VR-01      | Cosworth CA2010      | B     |
| Nr | Kierowca           | Zespół                       | Samochód          | Silnik               | Opony |

## Wyniki

### Sesje treningowe
| Sesja | Nr | Kierowca         | Konstruktor      | Czas     | Okr. |
| ----- | -- | ---------------- | ---------------- | -------- | ---- |
| 1     | 5  | Sebastian Vettel | Red Bull-Renault | 1:32.280 | 22   |
| 2     | 6  | Mark Webber      | Red Bull-Renault | 1:31.234 | 15   |
| 3     | 5  | Sebastian Vettel | Red Bull-Renault | 1:30.958 | 14   |

### Kwalifikacje
Źródło: Wyprzedź Mnie!
| Poz. | Nr | Kierowca           | Konstruktor          | Q1       | Q2       | Q3       | Poz. s. |
| --- | --- | ------------------ | -------------------- | -------- | -------- | -------- | ------- |
| 1 | 5 | Sebastian Vettel   | Red Bull-Renault     | 1:30.841 | 1:30.480 | 1:29.615 | 1       |
| 2 | 6 | Mark Webber        | Red Bull-Renault     | 1:30.858 | 1:30.114 | 1:29.758 | 2       |
| 3 | 8 | Fernando Alonso    | Ferrari              | 1:30.997 | 1:30.700 | 1:30.426 | 3       |
| 4 | 2 | Lewis Hamilton     | McLaren-Mercedes     | 1:31.297 | 1:31.118 | 1:30.556 | 4       |
| 5 | 4 | Nico Rosberg       | Mercedes             | 1:31.626 | 1:31.085 | 1:30.625 | 5       |
| 6 | 11 | Robert Kubica      | Renault              | 1:31.680 | 1:31.344 | 1:31.040 | 6       |
| 7 | 7 | Felipe Massa       | Ferrari              | 1:31.313 | 1:31.010 | 1:31.172 | 7       |
| 8 | 9 | Rubens Barrichello | Williams-Cosworth    | 1:31.424 | 1:31.126 | 1:31.175 | 8       |
| 9 | 22 | Pedro de la Rosa   | BMW Sauber-Ferrari   | 1:31.533 | 1:31.327 | 1:31.274 | 9       |
| 10 | 3 | Michael Schumacher | Mercedes             | 1:32.058 | 1:31.022 | 1:31.430 | 10      |
| 11 | 14 | Adrian Sutil       | Force India-Mercedes | 1:31.109 | 1:31.399 | –        | 11      |
| 12 | 23 | Kamui Kobayashi    | BMW Sauber-Ferrari   | 1:31.851 | 1:31.421 | –        | 12      |
| 13 | 10 | Nico Hülkenberg    | Williams-Cosworth    | 1:32.144 | 1:31.635 | –        | 13      |
| 14 | 1 | Jenson Button      | McLaren-Mercedes     | 1:31.435 | 1:31.699 | –        | 14      |
| 15 | 15 | Vitantonio Liuzzi  | Force India-Mercedes | 1:32.226 | 1:31.708 | –        | 20      |
| 16 | 12 | Witalij Pietrow    | Renault              | 1:31.638 | 1:31.796 | –        | 15      |
| 17 | 16 | Sébastien Buemi    | STR-Ferrari          | 1:31.901 | 1:32.012 | –        | 16      |
| 18 | 17 | Jaime Alguersuari  | STR-Ferrari          | 1:32.430 | –        | –        | 17      |
| 19 | 19 | Heikki Kovalainen  | Lotus-Cosworth       | 1:34.405 | –        | –        | 18      |
| 20 | 24 | Timo Glock         | Virgin-Cosworth      | 1:34.775 | –        | –        | 19      |
| 21 | 18 | Jarno Trulli       | Lotus-Cosworth       | 1:34.864 | –        | –        | 21      |
| 22 | 25 | Lucas Di Grassi    | Virgin-Cosworth      | 1:35.212 | –        | –        | 22      |
| 23 | 20 | Karun Chandhok     | HRT-Cosworth         | 1:36.576 | –        | –        | 23      |
| 24 | 21 | Sakon Yamamoto     | HRT-Cosworth         | 1:36.968 | –        | –        | 24      |
| Poz. | Nr | Kierowca           | Konstruktor          | Q1       | Q2       | Q3       | Poz. s. |
| \| Legenda \| Legenda \| \| ------------------------ \| ---------------------------------------------------------------------------------------------------------------------------------------------------------------------------------------------------------------------------------------------------------------- \| \| Poz. Nr Q1 Q2 Q3 Poz. s. \| Pozycja zajęta w sesji kwalifikacyjnej Numer startowy kierowcy Wynik uzyskany w pierwszej części kwalifikacji Wynik uzyskany w drugiej części kwalifikacji Wynik uzyskany w trzeciej części kwalifikacji Pozycja startowa po uwzględnięniu kar, przesunięć, itp. \| | |                    |                      |          |          |          |         |
| Legenda | |                    |                      |          |          |          |         |
| Poz. Nr Q1 Q2 Q3 Poz. s. | Pozycja zajęta w sesji kwalifikacyjnej Numer startowy kierowcy Wynik uzyskany w pierwszej części kwalifikacji Wynik uzyskany w drugiej części kwalifikacji Wynik uzyskany w trzeciej części kwalifikacji Pozycja startowa po uwzględnięniu kar, przesunięć, itp. |                    |                      |          |          |          |         |

### Wyścig

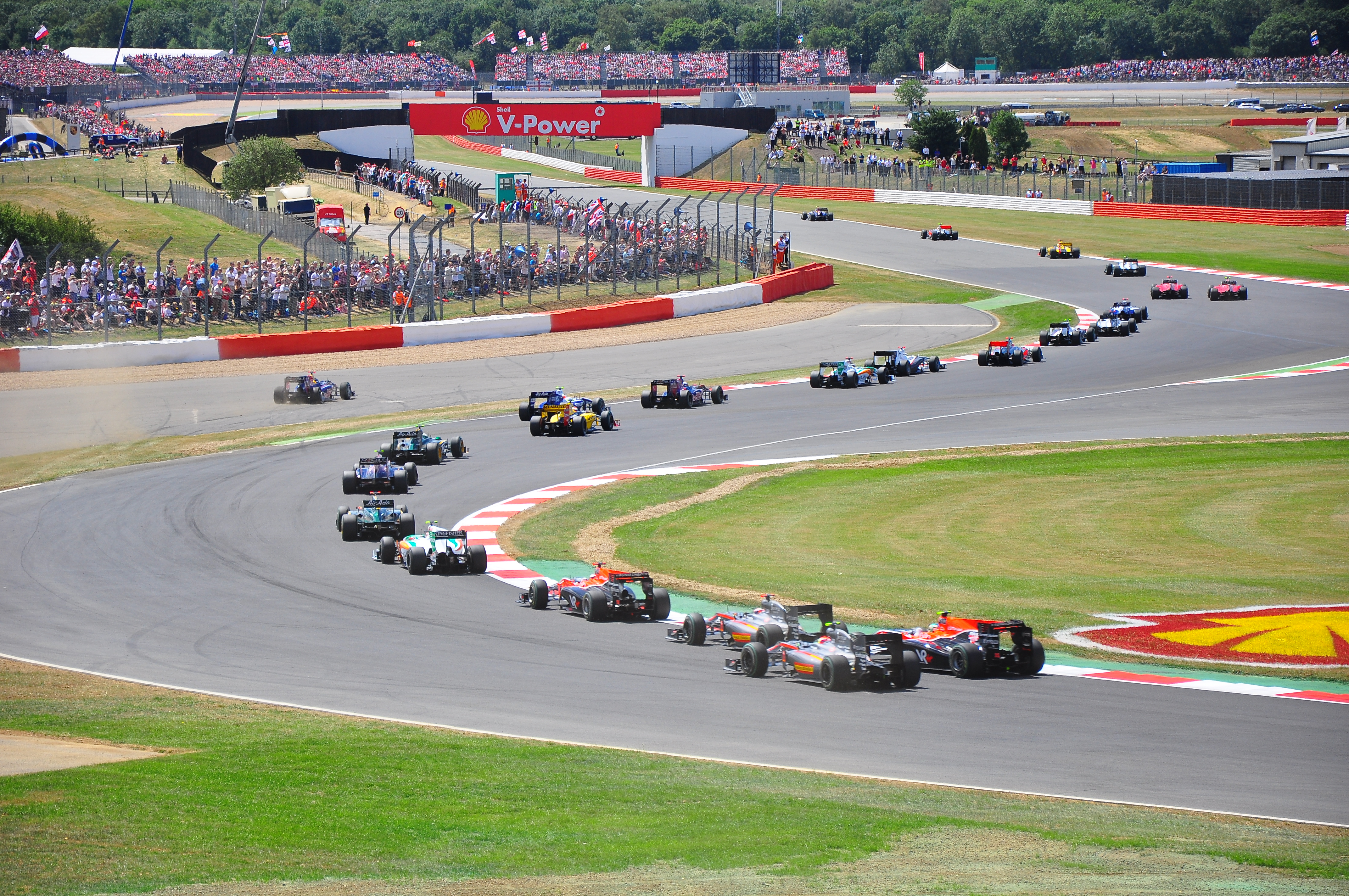
Kierowcy po starcie wyścigu

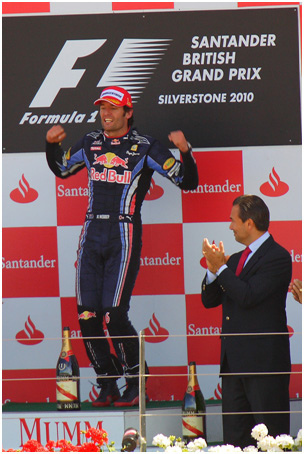
Mark Webber na podium po wyścigu

Źródło: Wyprzedź Mnie!
| P                 | + / – | Nr | Kierowca           | Konstruktor          | Okr. | Czas / Strata    | Komentarz                       |
| ----------------- | ----- | -- | ------------------ | -------------------- | ---- | ---------------- | ------------------------------- |
| 1                 | 1     | 6  | Mark Webber        | Red Bull-Renault     | 52   | 1h24m38,200      |                                 |
| 2                 | 2     | 2  | Lewis Hamilton     | McLaren-Mercedes     | 52   | +0:01,360        |                                 |
| 3                 | 2     | 4  | Nico Rosberg       | Mercedes             | 52   | +0:21,307        |                                 |
| 4                 | 10    | 1  | Jenson Button      | McLaren-Mercedes     | 52   | +0:21,986        |                                 |
| 5                 | 3     | 9  | Rubens Barrichello | Williams-Cosworth    | 52   | +0:31,456        |                                 |
| 6                 | 6     | 23 | Kamui Kobayashi    | BMW Sauber-Ferrari   | 52   | +0:32,171        |                                 |
| 7                 | 6     | 5  | Sebastian Vettel   | Red Bull-Renault     | 52   | +0:36,734        |                                 |
| 8                 | 3     | 14 | Adrian Sutil       | Force India-Mercedes | 52   | +0:40,932        |                                 |
| 9                 | 1     | 3  | Michael Schumacher | Mercedes             | 52   | +0:41,599        |                                 |
| 10                | 3     | 10 | Nico Hülkenberg    | Williams-Cosworth    | 52   | +0:42,012        |                                 |
| 11                | 9     | 15 | Vitantonio Liuzzi  | Force India-Mercedes | 52   | +0:42,459        |                                 |
| 12                | 4     | 16 | Sébastien Buemi    | Toro Rosso-Ferrari   | 52   | +0:47,627        |                                 |
| 13                | 2     | 12 | Witalij Pietrow    | Renault              | 52   | +0:59,374        |                                 |
| 14                | 11    | 8  | Fernando Alonso    | Ferrari              | 52   | +1:02,385        | [ 7 ]                           |
| 15                | 8     | 7  | Felipe Massa       | Ferrari              | 52   | +1:07,489        |                                 |
| 16                | 5     | 18 | Jarno Trulli       | Lotus-Cosworth       | 51   | +1 okr.          |                                 |
| 17                | 1     | 19 | Heikki Kovalainen  | Lotus-Cosworth       | 51   | +1 okr. (00,251) |                                 |
| 18                | 1     | 24 | Timo Glock         | Virgin-Cosworth      | 50   | +2 okr.          |                                 |
| 19                | 4     | 20 | Karun Chandhok     | HRT-Cosworth         | 50   | +2 okr. (57,888) |                                 |
| 20                | 4     | 21 | Sakon Yamamoto     | HRT-Cosworth         | 50   | +2 okr. (00,619) |                                 |
| Niesklasyfikowani |       |    |                    |                      |      |                  |                                 |
|                   |       | 17 | Jaime Alguersuari  | Toro Rosso-Ferrari   | 44   |                  | hamulce                         |
|                   |       | 22 | Pedro de la Rosa   | BMW Sauber-Ferrari   | 29   |                  | uszkodzenia z kolizji z Sutilem |
|                   |       | 11 | Robert Kubica      | Renault              | 19   |                  | półoś napędowa                  |
|                   |       | 25 | Lucas Di Grassi    | Virgin-Cosworth      | 9    |                  | hydraulika                      |
| P                 | + / – | Nr | Kierowca           | Konstruktor          | Okr. | Czas / Strata    | Komentarz                       |

### Najszybsze okrążenie
Źródło: Wyprzedź Mnie!
| Nr | Kierowca        | Konstruktor | Czas     | Okr. |
| -- | --------------- | ----------- | -------- | ---- |
| 8  | Fernando Alonso | Ferrari     | 1:30,874 | 52   |

## Prowadzenie w wyścigu
| Nr                              | Kierowca    | Okrążenia | Suma |
| ------------------------------- | ----------- | --------- | ---- |
| 6                               | Mark Webber | 1-52      | 52   |
| \| Wykres \| \| ------ \| \| \| |             |           |      |
| Wykres                          |             |           |      |
|                                 |             |           |      |

## Klasyfikacja po wyścigu

### Kierowcy
| P  | +/− | Kierowca           | Starty | Punkty | P1 | P2 | P3 | PP | NO | NS |
| -- | --- | ------------------ | ------ | ------ | -- | -- | -- | -- | -- | -- |
| 1  | 0   | Lewis Hamilton     | 10     | 145    | 2  | 3  | 1  | 1  | 2  | –  |
| 2  | 0   | Jenson Button      | 10     | 133    | 2  | 2  | 1  | –  | 1  | 1  |
| 3  | +1  | Mark Webber        | 10     | 128    | 3  | 1  | 1  | 4  | 2  | 1  |
| 4  | −1  | Sebastian Vettel   | 10     | 121    | 2  | 1  | 1  | 5  | 1  | 2  |
| 5  | 0   | Fernando Alonso    | 10     | 98     | 1  | 1  | 1  | –  | 2  | –  |
| 6  | +1  | Nico Rosberg       | 10     | 90     | –  | –  | 3  | –  | –  | –  |
| 7  | −1  | Robert Kubica      | 10     | 83     | –  | 1  | 1  | –  | 1  | 1  |
| 8  | 0   | Felipe Massa       | 10     | 67     | –  | 1  | 1  | –  | –  | –  |
| 9  | 0   | Michael Schumacher | 10     | 36     | –  | –  | –  | –  | –  | 1  |
| 10 | 0   | Adrian Sutil       | 10     | 35     | –  | –  | –  | –  | –  | –  |
| 11 | 0   | Rubens Barrichello | 10     | 29     | –  | –  | –  | –  | –  | 1  |
| 12 | +1  | Kamui Kobayashi    | 10     | 15     | –  | –  | –  | –  | –  | 6  |
| 13 | −1  | Vitantonio Liuzzi  | 10     | 12     | –  | –  | –  | –  | –  | 2  |
| 14 | 0   | Sébastien Buemi    | 10     | 7      | –  | –  | –  | –  | –  | 3  |
| 15 | 0   | Witalij Pietrow    | 10     | 6      | –  | –  | –  | –  | 1  | 3  |
| 16 | 0   | Jaime Alguersuari  | 10     | 3      | –  | –  | –  | –  | –  | 1  |
| 17 | 0   | Nico Hülkenberg    | 10     | 2      | –  | –  | –  | –  | –  | 3  |
| 18 | 0   | Pedro de la Rosa   | 9      | 0      | –  | –  | –  | –  | –  | 6  |
| 19 | 0   | Heikki Kovalainen  | 9      | 0      | –  | –  | –  | –  | –  | 4  |
| 20 | 0   | Karun Chandhok     | 10     | 0      | –  | –  | –  | –  | –  | 2  |
| 21 | 0   | Lucas Di Grassi    | 10     | 0      | –  | –  | –  | –  | –  | 5  |
| 22 | 0   | Jarno Trulli       | 9      | 0      | –  | –  | –  | –  | –  | 3  |
| 23 | 0   | Bruno Senna        | 9      | 0      | –  | –  | –  | –  | –  | 6  |
| 24 | 0   | Timo Glock         | 9      | 0      | –  | –  | –  | –  | –  | 5  |
| 25 | N   | Sakon Yamamoto     | 1      | 0      | –  | –  | –  | –  | –  | –  |
| P  | +/− | Kierowca           | Starty | Punkty | P1 | P2 | P3 | PP | NO | NS |

### Konstruktorzy
| P  | +/− | Konstruktor          | Starty | Punkty | P1 | P2 | P3 | PP | NO | NS |
| -- | --- | -------------------- | ------ | ------ | -- | -- | -- | -- | -- | -- |
| 1  | 0   | McLaren-Mercedes     | 20     | 278    | 4  | 5  | 2  | 1  | 3  | 1  |
| 2  | 0   | Red Bull-Renault     | 20     | 249    | 5  | 2  | 2  | 9  | 3  | 3  |
| 3  | 0   | Ferrari              | 20     | 165    | 1  | 2  | 2  | –  | 2  | –  |
| 4  | 0   | Mercedes             | 20     | 126    | –  | –  | 3  | –  | –  | 1  |
| 5  | 0   | Renault              | 20     | 89     | –  | 1  | 1  | –  | 2  | 4  |
| 6  | 0   | Force India-Mercedes | 20     | 47     | –  | –  | –  | –  | –  | 2  |
| 7  | 0   | Williams-Cosworth    | 20     | 31     | –  | –  | –  | –  | –  | 4  |
| 8  | +1  | BMW Sauber-Ferrari   | 19     | 15     | –  | –  | –  | –  | –  | 12 |
| 9  | −1  | Toro Rosso-Ferrari   | 20     | 10     | –  | –  | –  | –  | –  | 4  |
| 10 | 0   | Lotus-Cosworth       | 18     | 0      | –  | –  | –  | –  | –  | 9  |
| 11 | 0   | HRT-Cosworth         | 20     | 0      | –  | –  | –  | –  | –  | 8  |
| 12 | 0   | Virgin-Cosworth      | 19     | 0      | –  | –  | –  | –  | –  | 10 |
| P  | +/− | Konstruktor          | Starty | Punkty | P1 | P2 | P3 | PP | NO | NS |